# Buseck
Buseck è un comune tedesco di 13 246 abitanti,, situato nel land dell'Assia.